# Ольсбах
Ольсбах (нем. Ohlsbach) — община в Германии, в земле Баден-Вюртемберг. 
Подчиняется административному округу Фрайбург. Входит в состав района Ортенау.  Население составляет 3231 человек (на 31 декабря 2010 года). Занимает площадь 11,14 км².